# Hashtaresia
Hashtaresia là một chi bướm đêm thuộc họ Geometridae.